# Catedral de Tsilkani

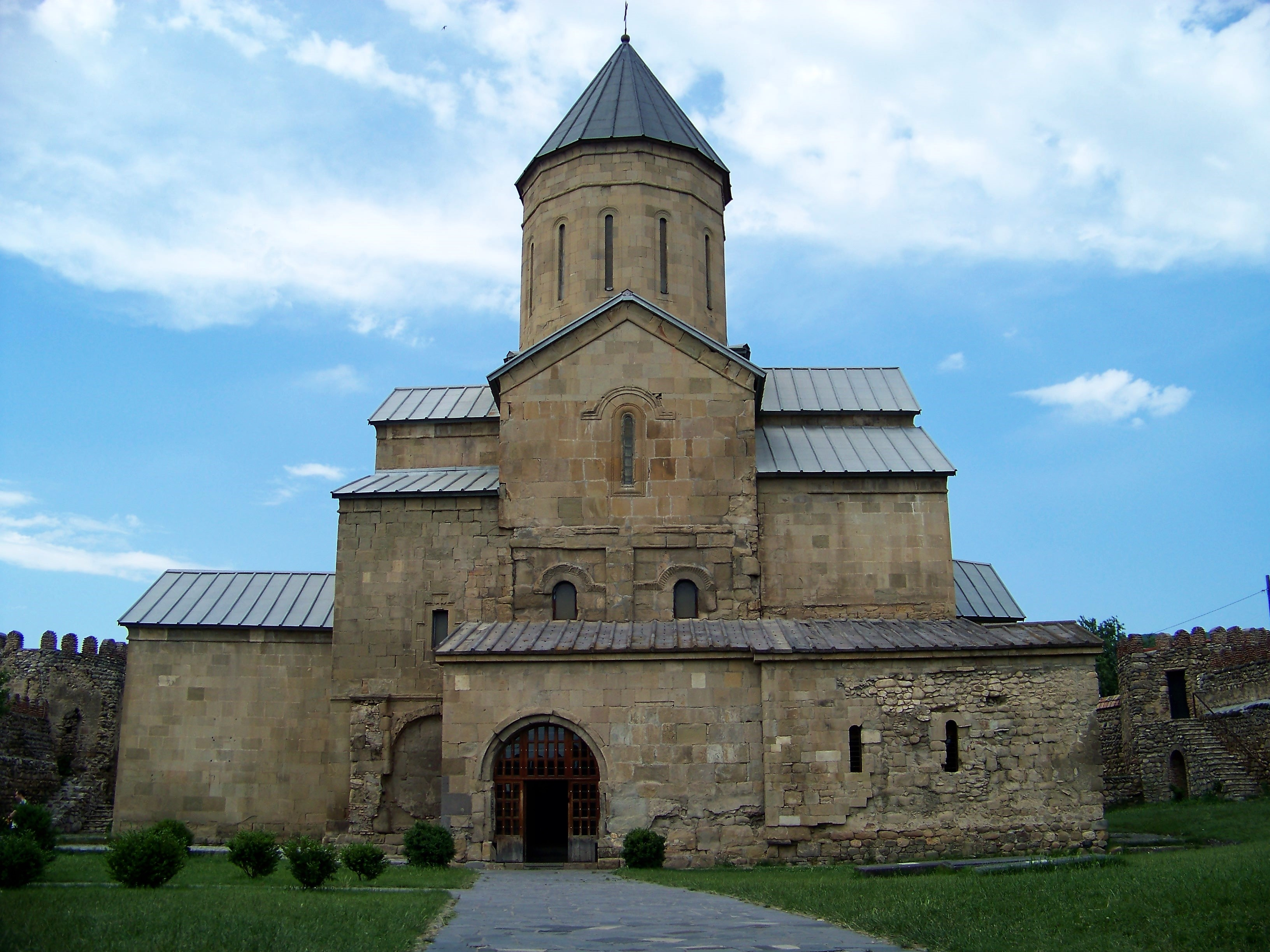

A catedral da Mãe de Deus de Tsilkani (em georgiano:  წილკნის ღვთისმშობლის ტაძარი) é uma igreja ortodoxa localizada na aldeia de Tsilkani, distrito de Misqueta, na região de Misqueta-Montanhas, na Geórgia. Originalmente construída no século IV, foi repetidamente remodelada durante a Idade Média. É considerada um monumento cultural.

## Localização
A catedral de Tsilkani está localizada no centro da cidade do mesmo nome a noroeste da antiga cidade de Misqueta. Tsilkani, local dos túmulos do fim da Idade do Bronze e outros achados arqueológicos, também é notável pela cripta cristã do século IV e quinto, com uma inscrição grega na parede.

## História

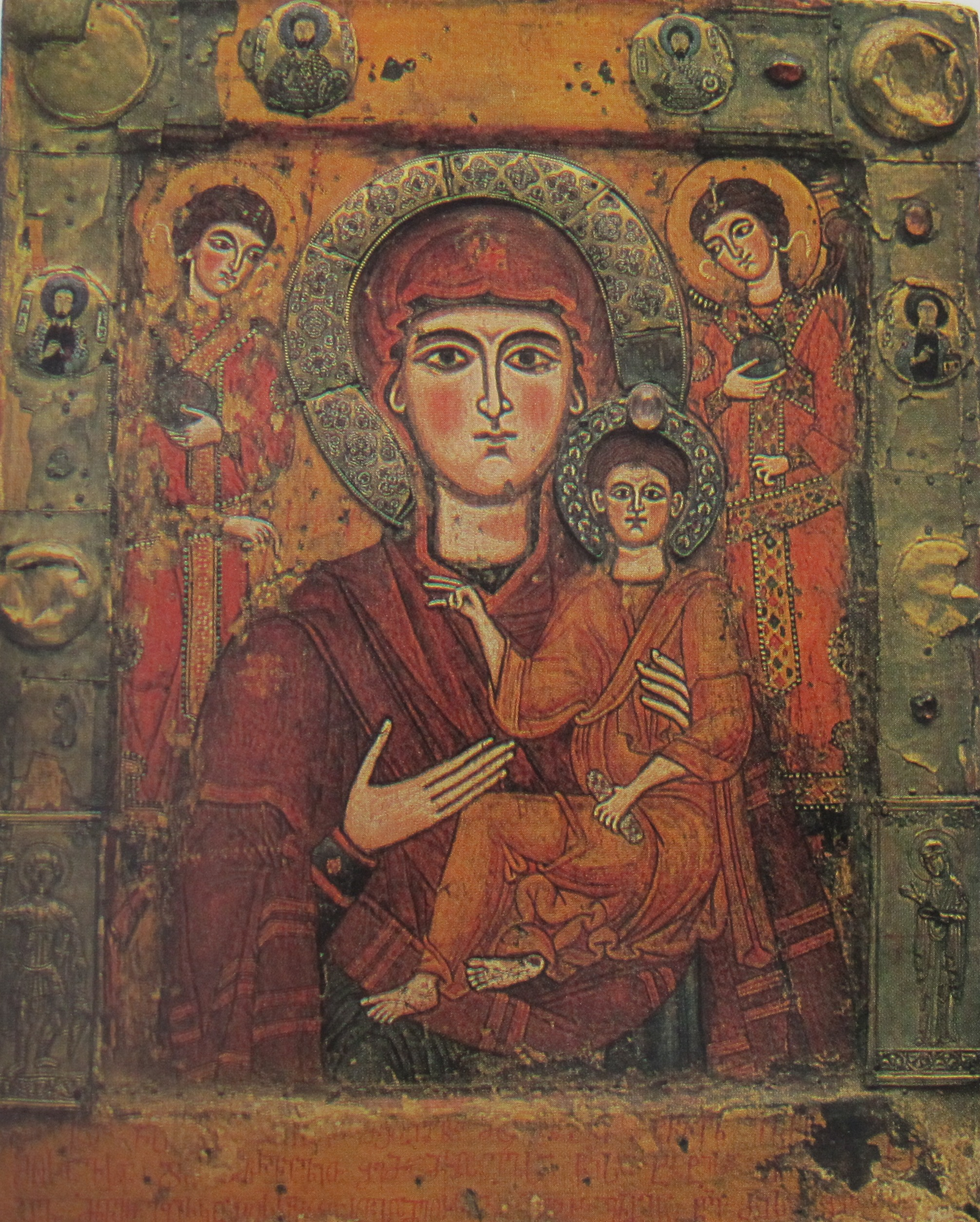
Ícone da virgem Odigitria de Tsilkani

A igreja de Tsilkani é creditada pelas crônicas georgianas medievais como uma obra de Aspacures II (r. 361–363), filho de Meribanes III, o primeiro rei cristão do Reino da Ibéria. Originalmente uma igreja-salão, a catedral foi redesenhada como uma basílica de três naves no século V ou VI e, eventualmente, reconstruída como uma cúpula no século XII ou XII. Foi renovada no século XVI-XVII. Ele também foi associada na tradição medieval georgiana - elaborada nos hinos do século XIII do clérigo Arsênio Bulmaissimisze - com o monge Jesse de Antioquia, que foi um dos treze pais assírios a viajar à Ibéria por volta de 545. Alega-se que seu túmulo ainda é preservado na igreja. A catedral era a sede do arcebispo de Tsilkani.
A catedral era o lar da venerada Virgem Odiguítria de Tsilkani, um ícone da Virgem e do Menino do século IX. O ícone foi repintado e restaurado no início do século XII, mas os rostos pintados com têmpera acústica permaneceram intactos. Em 1926, o ícone foi transferido para conservação no Museu Nacional da Geórgia em Tiblíssi. 